# Victoria and Albert Mountains
Victoria and Albert Mountains är en bergskedja i Kanada.   Den ligger i territoriet Nunavut, i den nordöstra delen av landet, 3 900 km norr om huvudstaden Ottawa.
Trakten runt Victoria and Albert Mountains är permanent täckt av is och snö. Trakten runt Victoria and Albert Mountains är nära nog obefolkad, med mindre än två invånare per kvadratkilometer.